# Elżbieta Laskowska
Elżbieta Laskowska (ur. 21 kwietnia 1969 w Warszawie) – polska historyczka sztuki i muzealniczka, w latach 2014–2021 dyrektorka Muzeum Karykatury im. Eryka Lipińskiego w Warszawie.

## Życiorys
Ukończyła VI Liceum Ogólnokształcące im. Tadeusza Reytana w Warszawie (1988). Jest absolwentką Instytutu Historii Sztuki Uniwersytetu Warszawskiego (1993) i stypendystką Uniwersytetu w Heidelbergu (1993). Ukończyła studia podyplomowe w ramach programu Central European University Praga–Budapeszt jako stypendystka Fundacji im. Stefana Batorego i Fundacji George’a Sorosa (1994–1995).
W latach 1993–1994 współpracowała z Muzeum Plakatu w Wilanowie. Od 1995 pracownica Muzeum Karykatury im. Eryka Lipińskiego w Warszawie, w latach 2014–2021 piastowała funkcję jego dyrektorki. W tym czasie była między innymi współautorką i kuratorką takich wystaw jak „Artyści polscy w The New York Times. Ilustracje i karykatury” (2004), „Uśmiech Akademii. W kręgu Henryka Tomaszewskiego, jego uczniów, następców i przyjaciół” (2005), „Eryk Lipiński 1908–1991. Satyra i humor” (2008) czy „Marek Raczkowski. Rysunki” (2009). 